# 格里德利 (伊利諾伊州)
格里德利（英語：Gridley）是位於美國伊利諾伊州麥克萊恩縣的一個村落。

## 地理
格里德利的座標為40°44′34″N 88°52′50″W / 40.74278°N 88.88056°W，而該地最高點為海拔高度230米（即755英尺）。

## 人口
根據2010年美國人口普查的數據，格里德利的面積為3.20平方千米，當中陸地面積為3.20平方千米，而水域面積為0.00平方千米。當地共有人口1432人，而人口密度為每平方千米447人。